# Особняк на вулиці Грушевського, 95 (Хмельницький)
Особняк на вулиці Грушевського, 95 — житловий будинок з ресторанним магазином у місті Хмельницький, збудований на межі XIX–XX століть. Належав купецькій родині Журавльових. Пам'ятка архітектури місцевого значення.

## Історія
Власники будинку невідомі. З кінця 1920 року в будинку перебував штаб 8-ї кавалерійської дивізії Червоного козацтва, про що нагадує меморіальна таблиця, встановлена у 1968 році. У 1919 році була заснована бригада Червоного козацтва під командуванням В. Примакова, з листопада того ж року її перетворили на 8-му кавалерійську дивізію. У липні 1920 року вона брала участь у боях проти спільної армії УНР та польських військ на території Поділля. 6 липня 1920 року прорвавши польсько-український фронт в районі Житомира, 8-а Червонокозача дивізія В. Примакова захопила Проскурів. Перебувала у місті до кінця вересня, відступивши після масштабного наступу армії УНР. Після встановлення на Поділлі радянської влади (листопад 192 року), 8-а Червонокозача дивізія поступово перебазувалася до Проскурова, у 1921 році була перейменована на 1-у Запорізьку кавалерійську дивізію Червоного козацтва. Дивізія перебувала у місті до 1941 року і була найбільшим військовим формуванням Проскурова у довоєнні роки. Командували дивізією В. Примаков, М. Дьомичев, С. Туровський, П. Григор'єв та інші. У повоєнні роки в будинку тривалий час розташовувався обласний комітет телебачення і радіомовлення, нині розміщується один з відділів УМВС.

## Архітектура
Двоповерховий, цегляний, тинькований, витриманий у формах раціонального модерну. Г-подібний у плані, із домінуючою кутовою частиною, що має вигляд триповерхової башти з чотиригранним загостреним шатром. Фасад вздовж вул. Грушевського оздоблений суворим геометричним декором, під який гармонійно стилізовані рами вікон. 
До того ж головний фасад має ризаліт, увінчаний трикутним фронтоном з круглим вікном і вписаною в нього дерев'яною п'ятипроменевою зіркою (встановлена у 1920-х рр.). Збудований особняк на початку XX століття. Архітектор невідомий.
Будинок є одним із найоригінальніших особняків старої міської забудови Проскурова, зберігся дотепер майже без змін.

Особняк на вулиці Грушевського, 95
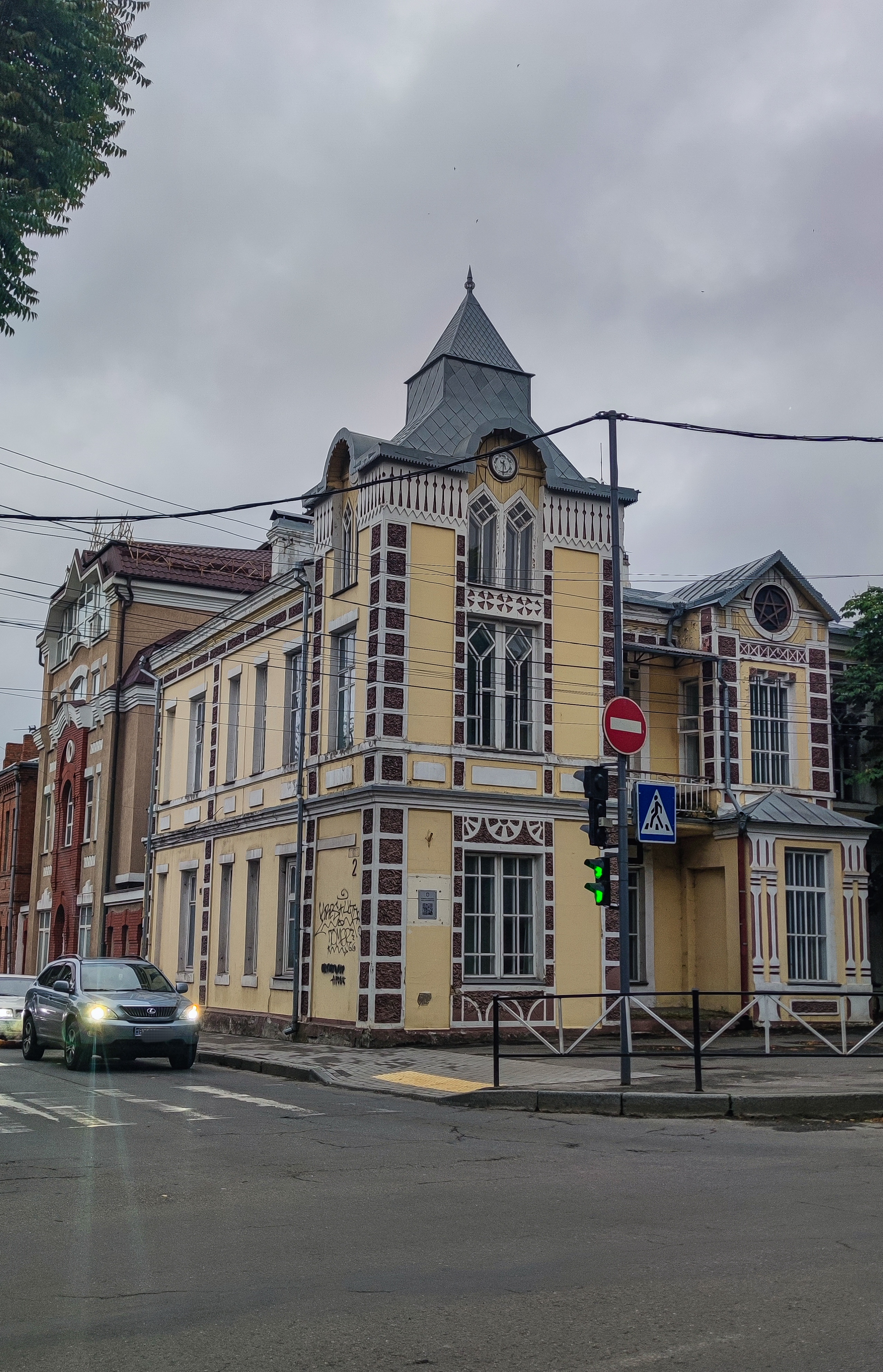
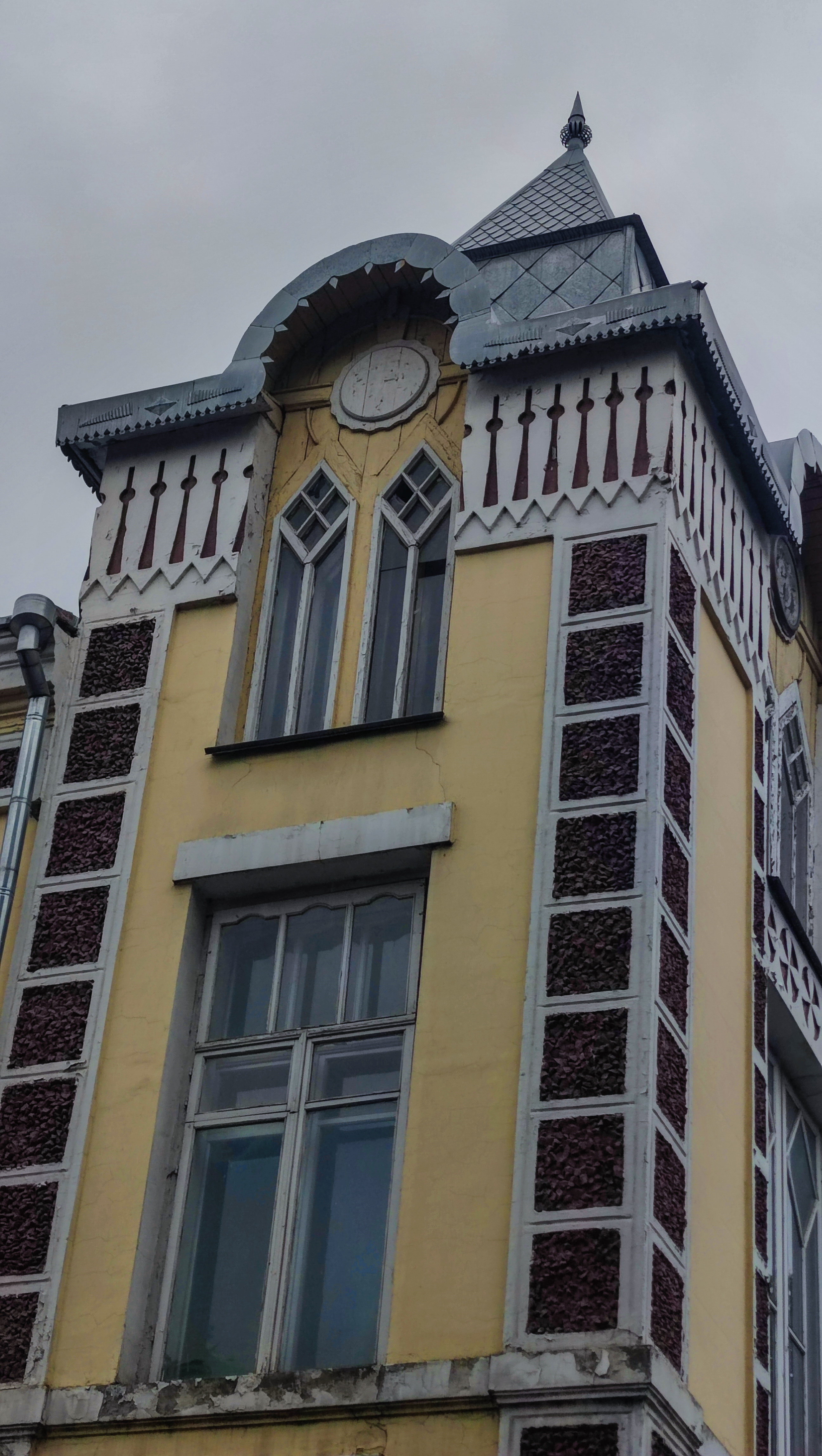
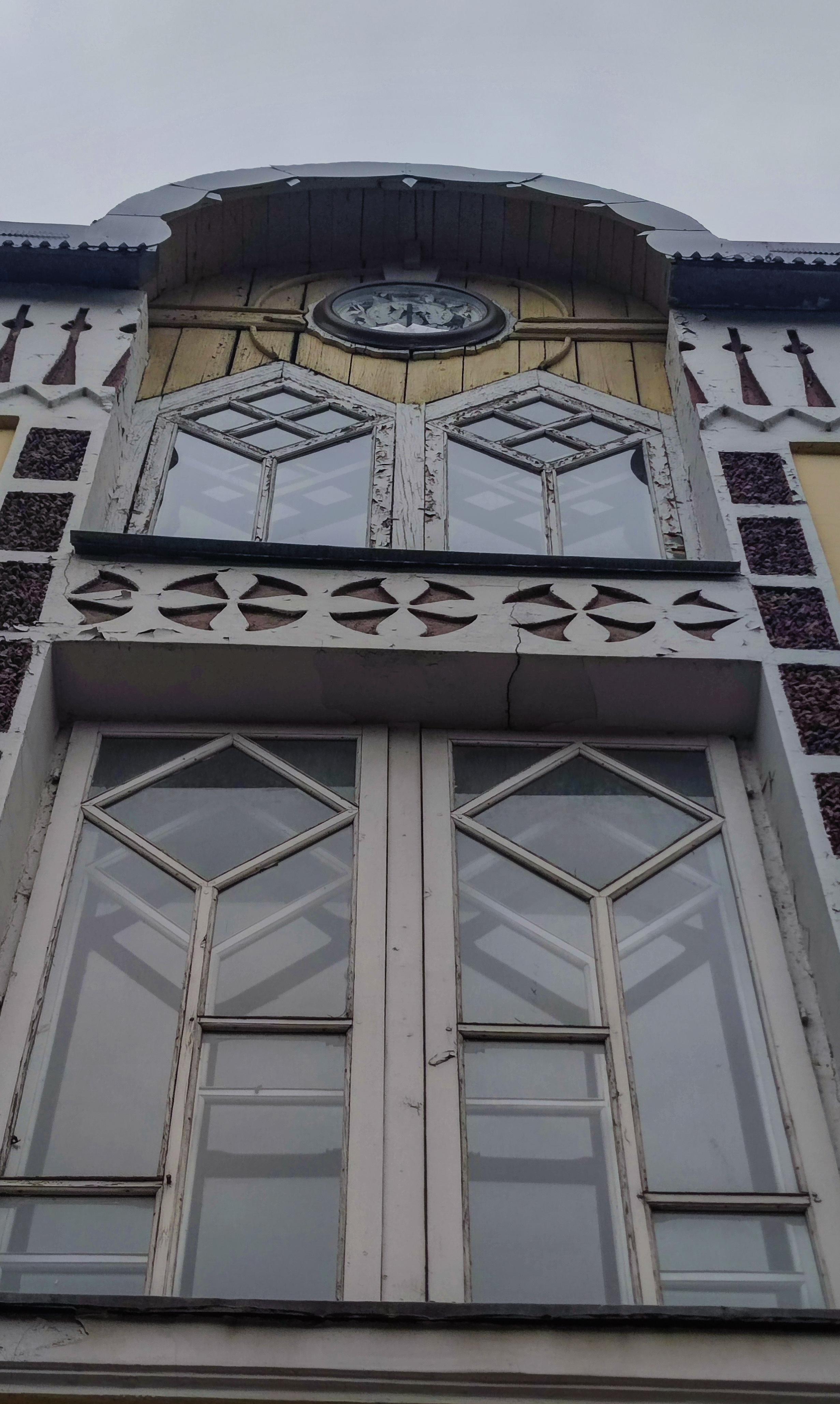
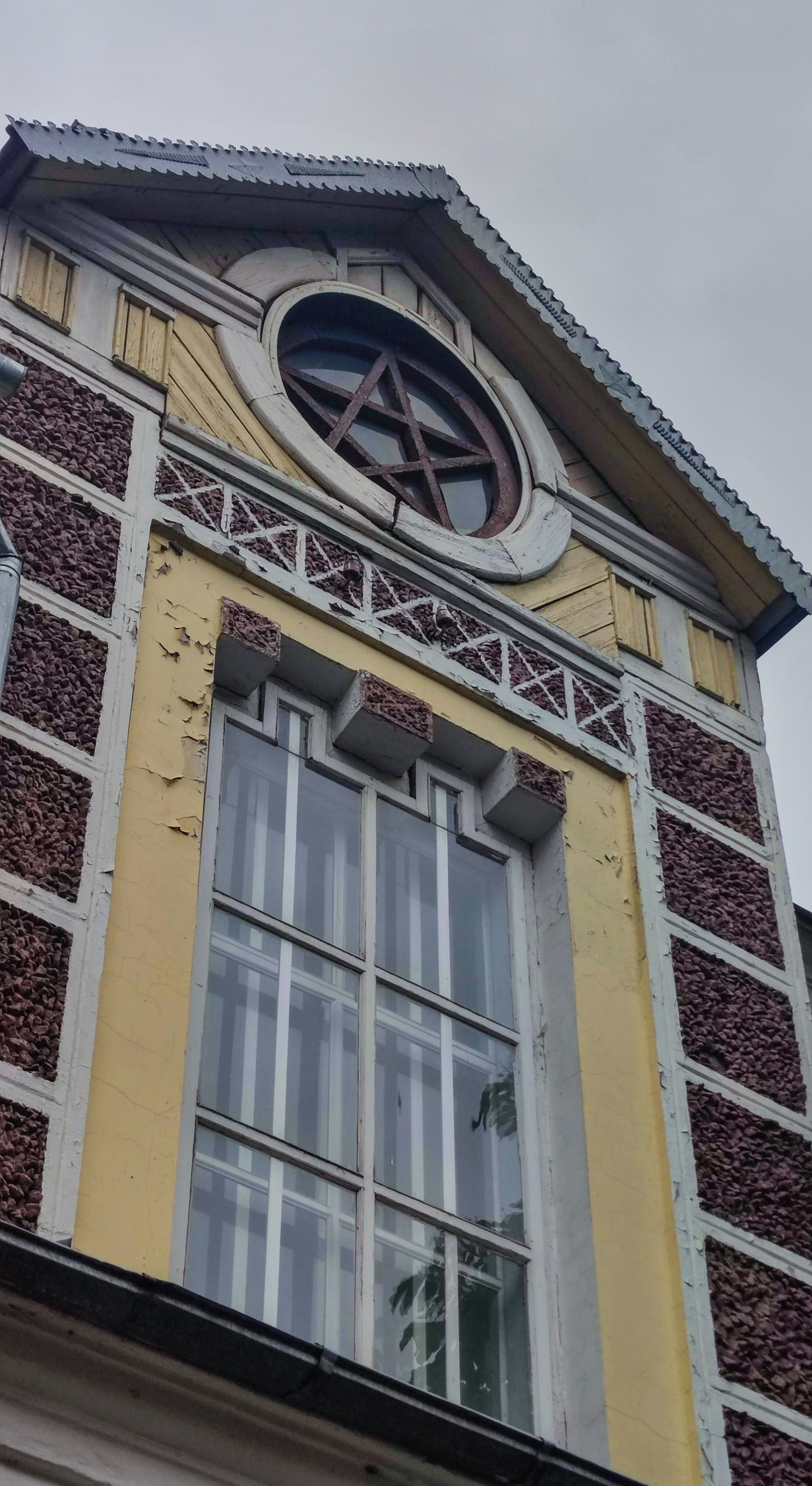